# 리플리컨트 (영화)
《리플리컨트》(Replicant)는 미국에서 제작된 임영동 감독의 2001년 액션, SF 영화이다. 장 끌로드 반담 등이 주연으로 출연하였고 대니 레너 등이 제작에 참여하였다.

## 출연

### 주연
- 장 끌로드 반담
- 마이클 루커

### 조연
- 이안 로비슨
- 캐서린 덴트
- 마니 앨튼

## 기타
- 공동제작: 리처드 G. 머피
- 미술: 앤드류 네스코롬니
- 의상: 안토니아 바든
- 배역: 엘리사 굿맨
- 배역: 애브라 에델만
- 배역: 오드리 스캘바니아

## SBS 성우진 (2002년 2월 9일)
- 신성호 - 제이크(장 끌로드 반담)
- 이호인 - 루크(장 끌로드 반담)
- 엄주환 - 복제인간(장 끌로드 반담)
- 차명화 - 앤지(캐서린 덴트)
- 강연숙
- 기경옥
- 정동열
- 윤기황
- 최문자
- 순동운
- 조경모
- 이병식
- 김정주
- 김관진
- 윤성혜